# Miesha McKelvy-Jones
Miesha McKelvy-Jones (* 27. Juli 1976) ist eine US-amerikanische Hürdenläuferin, deren Spezialstrecke die 100-Meter-Distanz ist.
McKelvy-Jones gewann bei den Weltmeisterschaften 2003 in Paris in 12,67 s die Bronzemedaille hinter Perdita Felicien (12,53 s) aus Kanada und der Jamaikanerin Brigitte Foster (12,57 s).
Ebenfalls einen dritten Platz belegte McKelvy-Jones bei den Panamerikanischen Spielen 1999 in Winnipeg.

## Bestzeiten
- 100-Meter-Lauf: 11,40 s, 10. Juni 2000, Long Beach
- 100-Meter-Hürdenlauf: 12,51 s, 24. Mai 2003, Eugene